# Goethe-Plakette der Stadt Frankfurt am Main
Die Goethe-Plakette der Stadt Frankfurt am Main ist ein deutscher Kulturpreis.

## Geschichte
Die Goethe-Plakette der Stadt Frankfurt am Main wurde 1932 gestiftet. Sie war ursprünglich als Erinnerungsgabe für Persönlichkeiten gedacht, die sich um die Gestaltung und Durchführung der Tagungen und Veranstaltungen zu Goethes 100. Todestag 1932 verdient gemacht hatten.
Gestaltet hatte sie der Bildhauer Harold Winter. Die ersten Empfänger waren Thomas Mann, Albert Schweitzer und Julius Petersen. In den Folgejahren wurde die Plakette „[…] für Verdienste auf kulturellem Gebiet, insbesondere um die Frankfurter Bühnen und die Römerberg-Festspiele und tätige Anteilnahme aus Anlass von Goethe-Veranstaltungen […]“ verliehen. 1947 wurde die Auszeichnung vom Magistrat der Stadt Frankfurt am Main neu gegründet. Die Goetheplakette wird an „Dichter, Schriftsteller, Künstler und Wissenschaftler und andere Persönlichkeiten des kulturellen Lebens […], die durch ihr schöpferisches Wirken einer dem Andenken Goethes gewidmeten Ehrung würdig sind“, vergeben. Sie wird in der Regel im Kaisersaal des Frankfurter Römers verliehen.
Die Goetheplakette der Stadt Frankfurt am Main ist nicht zu verwechseln mit der Goethe-Plakette des Landes Hessen oder dem Goethepreis der Stadt Frankfurt am Main.

## Preisträger

### Vor 1945 (Auswahl)
- 1932: Thomas Mann,  Albert Schweitzer, Friedrich Muckermann, Julius Petersen
- 1934: William Butler Yeats[7]
- 1937: Georg Kolbe[8]
- 1938: Leo Frobenius
- 1939: Anton Kippenberg[9]
- 1940: Hans Pfitzner
- 1941: Friedrich Bethge
- 1943: Wilhelm Schäfer[10]
- 1944: Otto Hahn

### Seit 1947
- 1947: Franz Volhard, Gustav Mori, Franz Schultz
- 1948: Georg Hartmann
- 1949: André Gide, Adolf Grimme, José Ortega y Gasset, Gerhard Marcks, Friedrich Meinecke, Robert M. Hutchins, Victor Gollancz, Carl Jacob Burckhardt
- 1951: Friedrich Dessauer, Friedrich Witz, Richard Merton, Alexander Rudolf Hohlfeld, Boris Rajewsky, Ernst Robert Curtius, Jean Angelloz, Leonard Ashley Willoughby
- 1952: Bernhard Guttmann, Ludwig Seitz, John Jay McCloy
- 1953: Max Horkheimer, Fritz Strich
- 1954: August de Bary, Karl Kleist, Richard Scheibe, Rudolf Alexander Schröder
- 1955: Andreas Bruno Wachsmuth, Fritz von Unruh, Ferdinand Blum, Paul Hindemith, Hanns Wilhelm Eppelsheimer
- 1956: Peter Suhrkamp, Carl Mennicke, Josef Hellauer, Paul Tillich
- 1957: Helmut Walcha, Kasimir Edschmid, Benno Reifenberg, Gottfried Bermann Fischer, Rudolf Pechel
- 1958: Otto Bartning, Friedrich Lehmann, Werner Bock, Martin Buber, Helmut Coing
- 1959: Cicely Veronica Wedgwood, Thornton Wilder, Herman Nohl, Jean Schlumberger, Sir Sarvepalli Radhakrishnan, Yasunari Kawabata
- 1960: Alfred Petersen, Arthur Hübscher, Franz Böhm
- 1961: Vittorio Klostermann
- 1962: Edgar Salin
- 1963: Theodor W. Adorno, Fried Lübbecke, Karl Winnacker
- 1964: Harry Buckwitz
- 1965: Carl Orff
- 1966: Marie Luise Kaschnitz, Heinrich Troeger, Ferdinand Hoff
- 1967: Carl Tesch, Werner Bockelmann, Wilhelm Schöndube, Wilhelm Schäfer
- 1973: Kurt Hessenberg
- 1974: Ljubomir Romansky, Waldemar Kramer
- 1976: Albert Richard Mohr
- 1977: Siegfried Unseld, Oswald von Nell-Breuning SJ
- 1978: Paul Arnsberg
- 1979: Wulf Emmo Ankel, Christoph von Dohnányi, Erich Fromm (postum verliehen 1981)
- 1980: Horst Krüger, Walter Hesselbach, Rudolf Hirsch, Fuat Sezgin
- 1981: Wilhelm Kempf, Sir Georg Solti
- 1982: Leo Löwenthal, Bruno Vondenhoff
- 1983: Harald Keller
- 1984: Marcel Reich-Ranicki
- 1986: Alfred Grosser
- 1987: Joachim Fest
- 1988: Jörgen Schmidt-Voigt
- 1989: Dorothea Loehr, Alfred Schmidt, Dolf Sternberger
- 1990: Eva Demski, Hilmar Hoffmann
- 1991: Albert Mangelsdorff
- 1992: Iring Fetscher, Willi Ziegler
- 1994: Liesel Christ, Walter Weisbecker, Ludwig von Friedeburg
- 1995: Heinrich Schirmbeck, Emil Mangelsdorff, Wolfram Schütte
- 1996: Christiane Nüsslein-Volhard, Walter Boehlich
- 1997: Walter H. Pehle, Hans-Dieter Resch
- 1998: Anja Lundholm, Christoph Vitali,  Peter Weiermair
- 1999: Arno Lustiger, Johann Philipp von Bethmann
- 2000: Karl Dedecius, Michael Gotthelf
- 2001: Ernst Klee, Hans-Wolfgang Pfeifer
- 2002: Horst-Eberhard Richter, Peter Eschberg, Heiner Goebbels, Oswald Mathias Ungers
- 2003: Christa von Schnitzler, Albert Speer junior, Chlodwig Poth, Jean-Christophe Ammann, Franz Mon
- 2004: Ferry Ahrlé, Monika Schoeller
- 2005: Henriette Kramer, Gerhard R. Koch
- 2006: Eliahu Inbal, Peter Iden
- 2007: Thomas Bayrle, Carmen-Renate Köper
- 2008: Frank Wolff, E. R. Nele
- 2009: Peter Kurzeck, Rosemarie Fendel
- 2010: Klaus Reichert
- 2011: Hans-Klaus Jungheinrich, Dieter Buroch
- 2012: Felix Mussil, Mischka Popp, Thomas Bergmann
- 2013: Paulus Böhmer, Peter Cahn
- 2014: Hans Traxler, Thomas Gebauer, Wilhelm Genazino
- 2015: Martin Mosebach, Sven Väth
- 2016: Tobias Rehberger, Bettina von Bethmann
- 2017: Claus Helmer, Moses Pelham
- 2018: Max Weinberg (postum)
- 2019: Bodo Kirchhoff, Effi B. Rolfs, Max Hollein,
- 2020: Silke Scheuermann, Burkard Schliessmann
- 2021: Hans Zimmer, Sandra Mann
- 2022: Sabine Fischmann, Volker Mosbrugger
- 2023: Anne Imhof, Michel Friedman
- 2024: Margareta Dillinger, Bernd Loebe
- 2025: Anne Bohnenkamp-Renken[11]